# スーパーカー (人形劇)
『スーパーカー』(Supercar)は、1960年にイギリスでジェリー・アンダーソンが製作した特撮人形劇である。全39話。

## ストーリー
ビーカー博士とポプキス教授が発明した、空でも海でも進める夢の乗物、スーパーカーによる冒険。でもスーパーカーには一つだけ欠点がある。道路の上は走れないのだ。

## 概要
ジェリー・アンダーソンによるテレビ人形劇の第4作であり、SF特撮人形劇「スーパーマリオネーション」(Supermarionation)の表記がなされた第1作。第1シーズン（1-26話）が1961年1月から1961年8月に、第2シーズン（27-39話）が1962年2月から1962年4月に放送され、第2シーズンのエンディングより「スーパーマリオネーション」の表記が加わる。
日本では1961年（昭和36年）10月10日から1962年（昭和37年）4月22日まで日本テレビ系列で第26話まで放映された（森下仁丹の一社提供）。放映時間は第14話まで（1961年10月10日 - 1962年1月9日）火曜19:30 - 20:00、第15話から（1962年2月4日 - 同年4月22日）は日曜10:00 - 10:30（JST）。その後1965年（昭和40年）3月9日から4月24日までフジテレビ系列で第38話まで放送された。放映時間は月曜から土曜8:15 - 8:45（JST）。
1985年（昭和60年）初春には千葉テレビ放送でも再放送された。
2020年（令和2年）2月～3月にCS放送のスーパー！ドラマTVでローカル放送を除いて45年ぶりに放映された。
これまでジェリーが作ってきた人形劇は、マリオネット（上操り）の為、走れないという欠点があった。そこでジェリーが考えたのは「人形が高速移動するのでなく、人形がメカに乗って高速移動すれば良い」というものだった。これはジェリーが好きなSFを作りたいと考えていた事や、スタッフに第二次世界大戦時の空軍経験者が多かった事が好都合になっている。ここに特撮と人形劇の合体した「スーパーマリオネーション」なる造語が生まれた。
『スーパーカー』は白黒作品だが、カラーのスチル写真が日本にも多く出回っている。メイキング写真は第2シーズンに撮影されたものが多い。

## 登場人物
声優は再放送時に一新されたので、初代と2代目の担当を「→」で区切って記述している。
マイク・マーキュリー（納谷悟朗→石原良）
スーパーカーのパイロット。
ホレイショ・ビーカー博士（沖竜太→杉浦宏策）
スーパーカーを発明した2人の内、髪が薄く背広の方。イギリス人。
ラドルフ・ポプキス教授（熊倉一雄→矢田稔）
スーパーカーを発明した2人の内、白髪で眼鏡で白衣の方。料理が得意である。
ジミー・ギブソン（堀絢子→堀絢子）
1話でスーパーカーに救助された少年で、以後レギュラーとなる。パイロットの兄がいる。
ミッチ
ジミー同様1話でスーパーカーに救助された、ジミーの相棒のいたずら好きのチンパンジー。
マスタースパイ（→滝口順平）
スーパーカーの秘密を狙うセミレギュラーの悪役。図体がでかい。
ザリン（→吉沢久嘉)
マスタースパイのチビの子分。

## ゲストキャラクター
ここで紹介するのはあくまでも全話中の一部のゲストキャラである。
ビル・ギブソン（声：市川治・大竹宏・村松康雄ほか）（第1話ほか）
ジミーの兄のパイロット。第1話でジミーとミッチとともに飛んでいたら故障のため海面に不時着、スーパーカーに助けられることとなる。どんなに騒がしくても起きない一面を持っている。
ツァーガ族（声：奥原晃・大竹宏）（第3話）
アマゾンのジャングルに住む野蛮な首狩り族。スティングレイのマゴジラと同じくガバガバと喋る。
二人とも仮面をかぶっている。
ハーパーとジャド（第6話・第17話・第22話）
マスタースパイ&ザリンに次ぐ二人組みの悪党。
ハーパーは元エレクトロニクス会社の従業員で、ジャドは金庫破り。彼らの仕事はほとんど盗み。
「ビッグ・バン」というボスの下で働いている。
ブラック・モーガン（ヘンリー・モーガンJr）（声：相模太郎）（第10話）
海賊行為を働く男。彼の海賊船「MVキャトルフィッシュ号」は見た目は漁船だがホーミング魚雷にマシンガンと、重装備である。
片目に眼帯、マドロス帽をかぶっている。
セバスチャン・カプリオ・デ・ラ・フェスチオラ・ラグアーバ将軍（声：保科三良）（第11話）
島国の大統領、双子の弟のフンベルト・ラグアーバ大佐（声：近石真介）に政権を奪われた。弟が恐怖政治を行っているので、助けを求める。
巨大チョウチンアンコウ（第16話ほか）
怪物深海魚、スーパーカーを襲ったりする動物キャラ。
このほかにも怪物深海魚の類がいる。
メスのチョウチンアンコウらしい。
フェリシティ・ファンズワース（声：京千英子）（第17話・第25話）
ビーカーの従兄弟でマレーシアに土地をもっていて、使用人に庭師兼ガードマンのラーマン（声：島田彰）がいる。
従兄弟だからなのか、顔がビーカー博士そっくり。
ジョー・ホイルとマクシー・ホイル（第21話）
シカゴギャング。たびたび現金輸送車を襲撃する。
ラリーとジョディ（第27話）
エルマー・P・ジャクソン保安官と手を組みニューヨークに小型原爆を仕掛けた悪党一味の部下。
カール・カルジンスキー教授（声：雨森雅司）（第33話）
ポプキス教授と同じめずらしい血液型をもつ科学者。
助手のジェイスン（声：寺島幹夫）がスパイだった。
少女ジジ（声：野村道子）（第34話・第36話）
フランスのワイン職人ラバル（声：小松方正）の使用人、虐待まがいの行為をうけていた少女。
ワインの木箱に入って密航し、ブラックロックのスーパーカー研究所についた。その後ポプキス教授の妹のハイジ（声：遠藤晴）のもとで暮らすこととなった。
宇宙人カルムス（声：千葉順二）（第36話）
マイクの日頃の救助活動を表彰するために惑星マーキュリアスからやってきたらしい。
姿は白髪頭の初老である。
魔法のベルトをマイクに授けた。
冒頭でこの人に指令を出したのは惑星王プラネティマス（声：植木正夫）。
店員アンディ（第38話）
陽気なスーパーストアの店員、レジがいつも不調気味。

## ゲストメカ
ここで紹介するのはあくまでも全話中の一部のゲストメカである。
米海軍捜索救助ヘリコプター（第1話）
シコルスキー型。飛行機の墜落事故でハドソン基地から飛び立ち行方不明のジミーたちを捜索したが、濃霧のため失敗。
原子力列車（第31話）
原子炉による電気エネルギーで動く電気機関車だろうと思われる。
マスタースパイたちによって原子炉を破壊され、暴走した。
ギャング団潜水艦（第27話）
原爆犯人たちの潜水艦、軍用をどこからか入手したもの。
小型ロケット1号、2号（第32話）
宇宙ロケットNASAが開発した。
ジミーの兄・ビルが搭乗するつもりだったが、宇宙にいった初めのチンパンジーにあこがれたミッチが乗ってしまった。
ボーイング707旅客機スピードバード（第39話）
ビル・ギブソンが飛行士の訓練で用いた旅客機。南米バントンガ大統領・グルメがこの飛行機を奪還する為に指令を出したスパイのスワー大尉によってハイジャックされた。

## サブタイトルリスト
参照『ジェリー・アンダーソン メカニック大全』『「スーパー！ドラマTV」Webサイト　シーズン1、シーズン2』
| 制作 番号 | 英国初回 放送話数 | 英国版 DVD話数 | 日本 A | 日本 B | 初放送邦題                     | 再放送邦題            | 原題                          | 英国初回放送日 | 日本初回放送日 | 監督                     | 脚本                             |
| --------- | ----------------- | -------------- | ------ | ------ | ------------------------------ | --------------------- | ----------------------------- | -------------- | -------------- | ------------------------ | -------------------------------- |
| 1.01      | 1.01              | 1.01           | 1      | 1      | スーパーカー誕生               | 海のSOS               | Rescue                        | 1961年1月28日  | 1961年10月10日 | ジェリー・アンダーソン   | マーティン&ヒュー・ ウッドハウス |
| 1.23      | 1.19              | 1.23           | 2      | 2      | 死の町のミサイル               | 空飛ぶ爆弾            | The Lost City                 | 1961年6月17日  | 1961年10月17日 | アラン・パティロ         | マーティン&ヒュー・ ウッドハウス |
| 1.02      | 1.05              | 1.02           | 3      | 6      | アマゾンの冒険                 | アマゾンの冒険        | Amazonian Adventure           | 1961年3月4日   | 1961年10月24日 | アラン・パティロ         | マーティン&ヒュー・ ウッドハウス |
| 1.03      | 1.03              | 1.03           | 4      | 4      | サルゴンの魔よけ               | サルゴンのお守り      | The Talisman of Sargon        | 1961年2月18日  | 1961年10月31日 | デイヴィッド・エリオット | マーティン&ヒュー・ ウッドハウス |
| 1.22      | 1.21              | 1.22           | 5      | 21     | 孤島の古寺                     | ホーメンの宝物        | The Dragon of Ho Meng         | 1961年7月2日   | 1961年11月7日  | デイヴィッド・エリオット | マーティン&ヒュー・ ウッドハウス |
| 1.07      | 1.06              | 1.07           | 6      | 9      | 盗まれた設計図                 | 盗まれた設計図        | Grounded                      | 1961年3月18日  | 1961年11月14日 | デイヴィッド・エリオット | マーティン&ヒュー・ ウッドハウス |
| 1.04      | 1.02              | 1.04           | 7      | 12     | ミッチのお手柄                 | にせの警報            | False Alarm                   | 1961年2月11日  | 1961年11月21日 | アラン・パティロ         | マーティン&ヒュー・ ウッドハウス |
| 1.05      | 1.04              | 1.05           | 8      | 7      | 気球追撃                       | 危険なカプセル        | What Goes Up                  | 1961年2月25日  | 1961年11月28日 | デイヴィッド・エリオット | マーティン&ヒュー・ ウッドハウス |
| 1.12      | 1.11              | 1.11           | 9      | 11     | 氷の滝                         | 氷の洞窟              | Ice-Fall                      | 1961年4月22日  | 1961年12月5日  | デスモンド・サンダース   | マーティン&ヒュー・ ウッドハウス |
| 1.16      | 1.13              | 1.16           | 10     | 5      | 海賊船現わる                   | 海賊退治              | Pirate Plunder                | 1961年5月6日   | 1961年12月12日 | デイヴィッド・エリオット | マーティン&ヒュー・ ウッドハウス |
| 1.10      | 1.10              | 1.12           | 11     | 3      | ベロタ島の独裁者               | ベロータ島の革命      | Island Incident               | 1961年4月15日  | 1961年12月19日 | デイヴィッド・エリオット | マーティン&ヒュー・ ウッドハウス |
| 1.19      | 1.18              | 1.19           | 12     | 15     | 海底の神殿                     | 海底の神殿            | The Sunken Temple             | 1961年6月10日  | 1961年12月26日 | デイヴィッド・エリオット | マーティン&ヒュー・ ウッドハウス |
| 1.11      | 1.14              | 1.10           | 13     | 10     | 謎の絵画                       | あぶら絵の謎          | A Little Art                  | 1961年5月13日  | 1962年1月2日   | アラン・パティロ         | マーティン&ヒュー・ ウッドハウス |
| 1.20      | 1.20              | 1.20           | 14     | 17     | 海底からの脱出                 | 深海潜水艇そうなん    | Trapped in the Depths         | 1961年6月25日  | 1962年1月9日   | アラン・パティロ         | マーティン&ヒュー・ ウッドハウス |
| 1.09      | 1.09              | 1.09           | 15     | 23     | おどるマスタースパイ           | おどるマスタースパイ  | High Tension                  | 1961年4月8日   | 1962年2月4日   | デイヴィッド・エリオット | マーティン&ヒュー・ ウッドハウス |
| 1.15      | 1.16              | 1.15           | 16     | 14     | 深海の危機                     | スーパーカー浮上せず  | Deep Seven                    | 1961年5月27日  | 1962年2月11日  | デスモンド・サンダース   | マーティン&ヒュー・ ウッドハウス |
| 1.14      | 1.12              | 1.14           | 17     | 13     | 幽霊の吹く笛                   | スコットランドの幽霊  | Phantom Piper                 | 1961年4月29日  | 1962年2月18日  | アラン・パティロ         | マーティン&ヒュー・ ウッドハウス |
| 1.17      | 1.15              | 1.17           | 18     | 16     | 囚われたお姫様                 | お姫さま救出          | Flight of Fancy               | 1961年5月20日  | 1962年2月25日  | アラン・パティロ         | マーティン&ヒュー・ ウッドハウス |
| 1.13      | 1.25              | 1.13           | 19     | 26     | マスタースパイ追撃             | マスタースパイを追え  | The Tracking of Masterspy     | 1961年7月30日  | 1962年3月4日   | デイヴィッド・エリオット | マーティン&ヒュー・ ウッドハウス |
| 1.24      | 1.22              | 1.24           | 20     | 22     | はるかな国の魔法のじゅうたん   | 魔法の絨毯            | The Magic Carpet              | 1961年7月9日   | 1962年3月11日  | デスモンド・サンダース   | マーティン&ヒュー・ ウッドハウス |
| 1.25      | 1.26              | 1.25           | 21     | 24     | スーパーカーとシカゴのギャング | 魔のセンターライン    | The White Line                | 1961年8月6日   | 1962年3月18日  | アラン・パティロ         | マーティン&ヒュー・ ウッドハウス |
| 1.18      | 1.17              | 1.18           | 22     | 19     | シャムロック亭ゆうかい事件     | 人質                  | Hostage                       | 1961年6月3日   | 1962年3月25日  | デスモンド・サンダース   | マーティン&ヒュー・ ウッドハウス |
| 1.26      | 1.23              | 1.26           | 23     | 25     | 消えたフィルム                 | 映画騒動              | Supercar “Take One”           | 1961年7月16日  | 1962年4月1日   | デスモンド・サンダース   | マーティン&ヒュー・ ウッドハウス |
| 1.21      | 1.24              | 1.21           | 24     | 18     | 月夜に消えたミッチ             | 不時着                | Crash Landing                 | 1961年7月23日  | 1962年4月8日   | デスモンド・サンダース   | マーティン&ヒュー・ ウッドハウス |
| 1.08      | 1.08              | 1.08           | 25     | 8      | ジャングルの危機               | ジャングルの追跡      | Jungle Hazard                 | 1961年4月1日   | 1962年4月15日  | アラン・パティロ         | マーティン&ヒュー・ ウッドハウス |
| 1.06      | 1.07              | 1.06           | 26     | 20     | 砂漠の待伏せ                   | 砂漠の待伏せ          | Keep It Cool                  | 1961年3月25日  | 1962年4月22日  | アラン・パティロ         | マーティン&ヒュー・ ウッドハウス |
| 2.09      | 2.09              | 2.09           | 27     | 35     | ―                              | 謎の原爆              | Atomic Witch Hunt             | 1962年3月18日  |                | デスモンド・サンダース   | ジェリー&シルビア・ アンダーソン |
| 2.10      | 2.10              | 2.10           | 28     | 36     | ―                              | 脱獄囚                | Jail Break                    | 1962年4月8日   |                | ビル・ハリス             | ジェリー&シルビア・ アンダーソン |
| 2.12      | 2.12              | 2.12           | 29     | 38     | ―                              | 海底のスパイ基地      | Transatlantic Cable           | 1962年4月22日  |                | デスモンド・サンダース   | ジェリー&シルビア・ アンダーソン |
| 2.07      | 2.08              | 2.07           | 30     | 33     | ―                              | 消えたスーパーカー    | The Sky’s the Limit           | 1962年4月1日   |                | ビル・ハリス             | ジェリー&シルビア・ アンダーソン |
| 2.01      | 2.01              | 2.01           | 31     | 27     | ―                              | 危うし！ 原子力機関車 | The Runaway Train             | 1962年2月4日   |                | デイヴィッド・エリオット | ジェリー&シルビア・ アンダーソン |
| 2.06      | 2.06              | 2.06           | 32     | 32     | ―                              | ミッチ宇宙を行く      | Space For Mitch               | 1962年3月11日  |                | デスモンド・サンダース   | ジェリー&シルビア・ アンダーソン |
| 2.08      | 2.07              | 2.08           | 33     | 34     | ―                              | 北極へ進路をとれ      | 70-B-Lo                       | 1962年3月25日  |                | アラン・パティロ         | ジェリー&シルビア・ アンダーソン |
| 2.02      | 2.02              | 2.02           | 34     | 28     | ―                              | 幸運を運ぶブドウ酒    | Precious Cargo                | 1962年2月11日  |                | アラン・パティロ         | ジェリー&シルビア・ アンダーソン |
| 2.05      | 2.05              | 2.05           | 35     | 31     | ―                              | 気の狂った科学者      | Calling Charlie Queen         | 1962年3月4日   |                | アラン・パティロ         | ジェリー&シルビア・ アンダーソン |
| 2.11      | 2.11              | 2.11           | 36     | 37     | ―                              | 誕生日の夢            | The Day That Time Stood Still | 1962年4月15日  |                | アラン・パティロ         | ジェリー&シルビア・ アンダーソン |
| 2.13      | 2.13              | 2.13           | 37     | 39     | ―                              | ドラム合戦            | King Kool                     | 1962年4月29日  |                | ビル・ハリス             | ジェリー&シルビア・ アンダーソン |
| 2.03      | 2.03              | 2.03           | 38     | 29     | ―                              | とんだ風船旅行        | Operation Superstork          | 1962年2月18日  |                | デスモンド・サンダース   | ジェリー&シルビア・ アンダーソン |
| 2.04      | 2.04              | 2.04           |        | 30     | ―                              | ハイジャック          | Hi-Jack                       | 1962年2月25日  | 2020年3月13日  | ビル・ハリス             | ジェリー&シルビア・ アンダーソン |

## 映像ソフト
日本
2005年に東北新社より発売されたDVD『ジェリー・アンダーソン トリプルパック』に『ジョー90』『宇宙船XL-5』と共に日本版第1話と第2話が収録された。字幕。